# Bleed Out (Within Temptation)
'Bleed Out' is het achtste studioalbum van de Nederlandse symfonische metalband Within Temptation. Het werd uitgebracht op 20 oktober 2023. Muzikaal bevat de plaat elementen uit symfonische metal, gothic metal, metalcore en djent. Tekstueel gaat het over maatschappelijke thema's als oorlog, religie en mensenrechten. Voor het album ontving de band in 2024 de Nederlandse Edison muziekprijs voor beste rock album.

## Muzikaal
Het gitaargeluid is wat massiever en zwaarder dan van de voorganger Resist. Toch is het geen terugkeer naar de begintijden van de band, maar een eigentijdse metalsound, waarin popvocalen, folk, elektronica en gitaren elkaar ontmoeten. Wat dat betreft ligt de nieuwe plaat wel in het verlengde van Resist. De zang van Sharon den Adel schakelt tussen ingetogen zingen en voluitgaan. 
In de Volkskrant kreeg het album 4 van de 5 sterren. Op Metalfan.nl scoorde het 76/100. Metal Hammer gaf het 4,5 van 5 sterren en schreef erover: "Het album is ambitieus, sociaal geladen en boordevol zware riffs en prachtige melodieën, Bleed Out laat zien dat Within Temptation majestueus continu volwassener wordt." In het juryrapport van de Edison muziekprijs wordt onder meer genoemd: "De plaat klinkt zowel fris als vertrouwd: wat meer industrial dan hun laatste werk maar met het kenmerkende bombast en uiteraard ook met de ijzersterke zang van frontvrouw Sharon den Adel."

## Thema
Het eerste nummer, We Go To War is geschreven vanuit het perspectief van een bevolking waarvan een land wordt binnengevallen, waarbij gerefeered wordt aan de inval van Rusland in Oekraïne . Zangeres Sharon den Adel zegt erover: "Je wil geen oorlog, maar je moet je naasten beschermen. Als je aangevallen wordt, wat moet je dan doen? Sta je dat dan maar toe? Deze vraag stellen we ons publiek ook."
De oorlog is niet het enige actuele thema op het album. Het nummer Bleed Out gaat over Iraanse vrouwen die begin jaren '20 in opstand kwamen nadat de jonge vrouw Mahsa Amini werd gedood omdat ze haar hoofddoek verkeerd droeg. Op Don't Pray For Me verzet de band zich tegen regeringen als die van Polen, waar op basis van religie het recht op een abortus wordt teruggedrongen.
Ook bij de bekendmaking van de Edison muziekprijs werd ook het thema benoemd: "Within Temptation brengt al 25 jaar kwaliteit en kan met recht een van de grootste muziek exportproducten van Nederland genoemd worden. Met hun symfonische metal zijn ze ook wereldwijd een van de succesvolste bands in het genre", staat in het juryrapport. "Hun nieuwe album Bleed Out past tekstueel perfect in de tijdsgeest en behandelt onderwerpen als vrouwenrechten, het verlies van democratie en de oorlogen om ons heen."

## Achtergrond
Jarenlang stond de band onder contract bij Vertigo Records, maar de band heeft het contract niet verlengd voor Bleed Out. Het album is daarom verschenen via het eigen Force Music Recordings. Voordat het album uitkwam, heeft de band tussen mei 2020 en september 2023 al een groot aantal singles uitgebracht.

## Nummerlijst
| 1.                 | We Go to War                       | 4:19 |
| 2.                 | Bleed Out                          | 4:30 |
| 3.                 | Wireless                           | 4:41 |
| 4.                 | Worth Dying For                    | 4:53 |
| 5.                 | Ritual                             | 3:36 |
| 6.                 | Cyanide Love                       | 4:04 |
| 7.                 | The Purge                          | 4:16 |
| 8.                 | Don't Pray for Me                  | 3:41 |
| 9.                 | Shed My Skin (featuring Annisokay) | 4:30 |
| 10.                | Unbroken                           | 5:08 |
| 11.                | Entertain You                      | 3:31 |
| Totale duur: 47:10 |                                    |      |

## Bijdragende artiesten
Within Temptation
- Sharon den Adel – zang
- Ruud Jolie – gitaar
- Stefan Helleblad – gitaar
- Jeroen van Veen – basgitaar
- Martijn Spierenburg – keyboard
- Mike Coolen – drum

Overigen
- Christoph Wieczorek – zang (op "Shed My Skin")
- Rudi Schwarzer – grunt (op "Shed My Skin")
- Daniel Gibson – achtergrondzang (op "Bleed Out", "Don't Pray for Me" en "Entertain You")